# Legge 11 febbraio 1992, n. 157
La legge 11 febbraio 1992, n. 157 è una legge quadro della Repubblica Italiana che detta norme generali per la protezione della fauna omeoterma e la disciplina della caccia in Italia. Essa detta una disciplina generale, lasciando il controllo, l'organizzazione e la gestione a cura delle regioni e provincie italiane nel rispetto delle prescrizioni normative statali.

## Storia
Tale norma - che sostituì la precedente legge 27 dicembre 1977 n. 968, abrogata dopo l'esito dei referendum abrogativi del 1990 - venne emanata in recepimento delle direttive dell'Unione europea 79/409/CEE del Consiglio del 2 aprile 1979, 85/411/CEE della Commissione del 25 luglio 1985 e 91/244/CEE della Commissione del 6 marzo 1991, con i relativi allegati, concernenti la conservazione degli uccelli selvatici.
Il provvedimento diede inoltre attuazione della Convenzione di Parigi del 18 ottobre 1950, resa esecutiva con legge 24 novembre 1978, n. 812, e della Convenzione di Berna del 19 settembre 1979, resa esecutiva con legge 5 agosto 1981, n. 503.
Nel dicembre 2023 è iniziato al Senato l'esame di un disegno di legge che prevede l'apertura della stagione a settembre e la chiusura a febbraio, nonché l'abbassamento del limite dell'età venatoria.

## Contenuti

### Armi e munizioni consentite per uso venatorio
L'art. 13 parla delle armi e munizioni consentite, in particolare per i fucili con canna liscia sono consentite cartucce con calibro inferiore a 12 con caricatore di massimo due cartuccce, mentre per quelli con canna rigata, le cartucce devono avere calibro inferiore a 5,6 mm.

### Abilitazione all'esercizio dell'attività venatoria
L'art. 22 prescrive che per por esercitare attività di caccia è necessario superare un esame di abilitazione presso una commissione nominata dalla  regione in ciascun capoluogo di provincia. Tale abilitazione è altresì condizione necessaria per ottenere licenza di porto d'armi per uso caccia, ed è comunque necessaria per il rinnovo di tale licenza di porto.

### Organizzazione e gestione
La caccia, in Italia, è esercitata sul territorio agro-silvo-pastorale, concetto introdotto dalla legge del 1992, e l'attività è oggetto di pianificazione da parte delle regioni italiane; la norma, tuttavia, non stabilisce criteri e modalità precise per il concetto di territorio, ma rimette tale competenza alle regioni.
Le regioni a statuto ordinario provvedono a emanare norme relative alla gestione e alla tutela di tutte le specie della fauna selvatica in conformità alla presente legge, alle convenzioni internazionali ed alle direttive comunitarie. Le regioni a statuto speciale e le province autonome provvedono in base alle competenze esclusive nei limiti stabiliti dai rispettivi statuti. Le province italiane sono inoltre tenute ad attuare la disciplina regionale ai sensi dell'articolo 14, comma 1, lettera f), della legge 8 giugno 1990, n. 142 in conformità alla legge statale.

### Fauna tutelata
L'articolo 2, comma 1, stabilisce qual è la fauna selvatica (omeoterma) oggetto della tutela:
All'articolo 1, comma 1, la condizione della fauna selvatica entro lo Stato italiano come segue:
La fauna selvatica è considerata patrimonio indisponibile, per cui nessuno può disporne liberamente e la sua tutela è nell'interesse di tutti i cittadini, anche a livello sovranazionale.

### Fauna selvatica non tutelata
L'articolo 2, comma 2, stabilisce quale fauna selvatica non è oggetto della tutela:

### Specie protette
Lo stesso comma 1 stabilisce quali siano le specie particolarmente protette, ovvero il cui abbattimento, cattura o detenzione comporti l'applicazione di severe sanzioni penali:
b) uccelli: marangone minore (Phalacrocorax pygmeus), marangone dal ciuffo (Phalacrocorax aristotelis), tutte le specie di pellicani (Pelecanidae), tarabuso (Botaurus stellaris), tutte le specie di cicogne (Ciconiidae), spatola (Platalea leucorodia), mignattaio (Plegadis falcinellus), fenicottero (Phoenicopterus ruber), cigno reale (Cygnus olor), cigno selvatico (Cygnus cygnus), volpoca (Tadorna tadorna), fistione turco (Netta rufina), gobbo rugginoso (Oxyura leucocephala), tutte le specie di rapaci diurni (Accipitriformes e Falconiformes), pollo sultano (Porphyrio porphyrio), otarda (Otis tarda), gallina prataiola (Tetrax tetrax), gru (Grus grus), piviere tortolino (Eudromias morinellus), avocetta (Recurvirostra avosetta), cavaliere d'Italia (Himantopus himantopus), occhione (Burhinus oedicnemus), pernice di mare (Glareola pratincola), gabbiano corso (Larus audouinii), gabbiano corallino (Larus melanocephalus), gabbiano roseo (Larus genei), sterna zampenere (Gelochelidon nilotica), sterna maggiore (Sterna caspia), tutte le specie di rapaci notturni (Strigiformes), ghiandaia marina (Coracias garrulus), tutte le specie di picchi (Picidae), gracchio corallino (Pyrrhocorax pyrrhocorax);
c) tutte le altre specie che direttive comunitarie o convenzioni internazionali o apposito decreto del Presidente del Consiglio dei ministri indicano come minacciate di estinzione.»

### Sanzioni e divieti
La norma prevede inoltre divieto di svolgere l'attività in determinati luoghi (giardini, parchi pubblici e privati, parchi storici e archeologici, terreni adibiti ad attività sportive) di utilizzare determinate munizioni e richiami e di tenere determinati comportamenti potenzialmente dannosi per fauna ed ecosistema; inoltre, commina sanzioni penali ed amministrative - rispettivamente agli artt. 30 e 31 -  per il mancato rispetto delle prescrizioni imposte.